# Земке, Януш
Януш Владислав Земке (пол. Janusz Władysław Zemke; 24 февраля 1949, Ковалево-Поморске) — польский политик, видный деятель коммунистической ПОРП и посткоммунистических партий СДРП, СЛД, СЛДС. Секретарь воеводского комитета ПОРП в Быдгоще в период противостояния с Солидарностью. После трансформации ПНР в Третью Речь Посполитую — депутат Сейма и Европарламента, заместитель министра национальной обороны Польши.

## Образование и партийность
Родился в семье школьных учителей. Среднее образование получил в Быдгоще. Военную службу проходил в 12-й механизированной дивизии. Имел звание поручика Народного Войска Польского. В 1970 окончил в Торуни факультет юриспруденции и администрирования Университета Николая Коперника. В 1970—1977 — научный сотрудник Университета технологий и естественных наук в Быдгоще.
С 1969 Януш Земке состоял в правящей компартии ПОРП. Был членом университетского парткома. В 1972—1976 — функционер Союза социалистической молодёжи (ССМ — польский комсомол, организация-преемник СПМ). В 1977 получил степень доктора политических наук в Высшей школе социальных наук при ЦК ПОРП. До 1980 — инспектор Института фундаментальных проблем марксизма-ленинизма при ЦК ПОРП.

## Партийная карьера в ПНР
Дальнейшая деятельность Земке протекала в партийном аппарате. В 1980—1981 — функционер социального отдела ЦК ПОРП. В 1981—1986 — секретарь Быдгощского воеводского комитета ПОРП; первые два года курировал пропаганду, следующие три — организационную структуру (первыми секретарями в этот период являлись Генрик Беднарский и Зенон Жмудзиньский).
1980-е годы, особенно начало десятилетия, были периодом жёсткого противостояния между режимом ПОРП и независимым профсоюзом Солидарность. Быдгощский профцентр был одним из самых активных и радикальных, его лидер Ян Рулевский отличался последовательным антикоммунизмом. Януш Земке как организатор партийной пропаганды в регионе являлся одним из основных противников «Солидарности». При этом вице-премьер Мечислав Раковский отмечал преимущество агитационной работы «Солидарности», которую в Быдгоще вёл Антоний Токарчук.
Януш Земке — наряду с секретарём Дымареком, вице-воеводой Бонком, председателем совета Бергером, комендантом милиции Коздрой, начальником управления госбезопасности Дрындой, командиром подразделения ЗОМО Беднареком — играл важную роль в конфронтации Быдгощского кризиса весной 1981. Подчинённый ему агитпроп вёл массированную кампанию против «Солидарности». Земке подготовил резолюцию воеводского комитета, возлагавшую на «Солидарность» всю ответственность за столкновение 19 марта 1981 — хотя политическое решение исходило от инстанций ПОРП, срыв договорённостей осуществило руководство воеводского совета, а насилие применили милиция, ЗОМО и госбезопасность. Впоследствии Земке отказывался комментировать свою роль в Быдгощском марте.
В период военного положения Януш Земке как партийный секретарь состоял в Воеводском комитете обороны под руководством военного комиссара WRON полковника Юзефа Мусяла. Жёстко контролировал соблюдение политической цензуры.
С 1986 по 1989 — руководящий функционер различных отделов ЦК ПОРП. В 1989 вернулся в Быдгощ и занял пост первого секретаря воеводского комитета ПОРП. Но это был уже период ликвидации ПОРП и ПНР после забастовочной волны, Круглого стола и «полусвободных» выборов.

## Политик в Республике Польша
Януш Земке принадлежит к той части номенклатуры ПНР, которая вполне вписалась в политическую систему Третьей Речи Посполитой. После самороспуска ПОРП в 1990 Земке вступил в созданную на её основе партию Социал-демократия Республики Польша (СДРП), впоследствии — Союз левых демократов (СЛД) и Союз левых демократических сил (СЛДС). Состоял во всепольских руководящих органах СДРП, СЛД и СЛДС.
На «полусвободных» выборах 1989 был избран депутатом сейма ещё по квоте ПОРП. Переизбирался в Сейм на выборах 1991, 1993, 1997 по спискам СЛД, на выборах 2001, 2005, 2007 по спискам СЛДС. Председательствовал в парламентских комиссиях национальной обороны и по делам спецслужб. В 2009 и 2014 избирался депутатом Европарламента, состоял во фракции Прогрессивный альянс социалистов и демократов.
В 1997—2001 Януш Земке — представитель Сейма Польши в Военно-техническом комитете Западноевропейского союза. С 2001 по 2005 в правительствах Лешека Миллера и Марека Бельки — заместитель министра национальной обороны Польши Ежи Шмайдзиньского. В этот период и впоследствии Земке активно сотрудничал с Клубом генералов Войска Польского, отстаивал претензии руководящих силовиков ПНР на социальные льготы и высокое материальное обеспечение.
На выборах в Европарламент 2019 Януш Земке баллотировался по списку Европейской коалиции, основным участником которой являлась Гражданская платформа (ГП). Выдвижение таких кандидатов от либеральной партии вызвало серьёзный конфликт. Сенатор Ян Рулевский объявил о своём разрыве с ГП.

Партийные боссы ПОРП, пособники Ярузельского — Миллер, Квасьневский, Цимошевич, даже Земке! — идут в депутаты снова. Коммунистами себя больше не называют. Идут на выборы по спискам либеральной партии. Но это та же номенклатура, исповедующая порповское право сильного. И это происходит в моей партии «Гражданская платформа», с ведома легендарного диссидента Богдана Борусевича! Нет, это не моя партия. Я не за это боролся.

Ян Рулевский

При голосовании Януш Земке не был переизбран. Оценивая итоги выборов, он дал понять, что нормально относится к смене политических поколений и видит немало молодых перспективных политиков левой ориентации.

## Частная жизнь
Януш Земке женат, имеет двух дочерей и сына. Любимыми занятиями называет рыбную ловлю, спортивную стрельбу, семейное общение.
На улице Длуга в Быдгоще — участок Аллея автографов — установлена мемориальная табличка с росписью Януша Земке (равно как и Яна Рулевского).